# Maria Chappelle-Nadal
Pour les articles homonymes, voir Chappelle et Nadal.
Maria Chappelle-Nadal, née le 3 octobre 1974, est une femme politique américaine. Elle est membre de la Chambre des représentants du Missouri de 2005 à 2011 puis de 2019 à 2021 ainsi que membre du Sénat du Missouri de 2011 à 2019.